# Phylloporia ephedrae
Phylloporia ephedrae är en svampart som först beskrevs av Woron., och fick sitt nu gällande namn av Erast Parmasto 1985. Phylloporia ephedrae ingår i släktet Phylloporia och familjen Hymenochaetaceae.   Inga underarter finns listade i Catalogue of Life.